# Tomáš Majtán
Tomáš Majtán (* 30. března 1987, Bratislava, Československo) je slovenský fotbalový útočník, v současnosti bez angažmá. Mimo Slovensko hrál na klubové úrovni v Česku, Polsku, Itálii a Maďarsku.

## Klubová kariéra
Svoji fotbalovou kariéru začal v Interu Bratislava, kde se přes všechny mládežnické kategorie propracoval do prvního týmu. V roce 2009 odešel hostovat do Petržalky. V únoru 2010 podepsal přestupní kontrakt se Žilinou. V sezoně 2012/13 zamířil na hostování do Baníku Ostrava, který se pro hráče stal prvním zahraničním angažmá. V únoru 2013 se vrátil zpět do Žiliny. V prvním utkání třetího předkola Evropské ligy 2013/14 1. srpna 2013 skóroval proti domácímu chorvatskému týmu HNK Rijeka, ale pouze korigoval skóre na konečných 1:3 pro soupeře Žiliny. V zimním přestupovém období sezony 2013/14 v klubu předčasně skončil.

### Górnik Zabrze
V únoru 2014 podepsal 2½roční kontrakt s polským klubem Górnik Zabrze. V létě 2014 s ním tým rozvázal smlouvu. Tomáš odehrál v dresu Górniku pět ligových utkání, ve kterých se střelecky neprosadil.

### FK Senica
V červnu 2014 nastoupil do přípravy slovenského klubu FK Senica. Později se s týmem dohodl na dvouletém kontraktu. V Senici se setkal s trenérem Pavlem Hapalem, který ho trénoval v Žilině. V posledním přípravném střetnutí před sezonou 2014/15 5. 7. 2014 proti SK Slavia Praha (remíza 1:1) se ve 24. minutě zranil, když si vykloubil rameno. Za Senici tak ve slovenské nejvyšší soutěži debutoval v ligovém utkání 4. kola 2. srpna 2014 proti FC ViOn Zlaté Moravce (remíza 0:0), když v 64. minutě vystřídal Jakuba Kosorina. Své první góly za mužstvo vstřelil 12. 8. 2014 ve 2. kole slovenského poháru proti TJ OFC Gabčíkovo (výhra Senice 4:1), když dal čistý hattrick. První gól za Senici v ligovém utkání vsítil v 9. kole 13. září 2014 proti MFK Ružomberok (výhra Senice 1:0). 6. října podstoupil operaci zraněného ramene, které si vykloubil před startem ročníku. 14. května 2015 v týmu společně s Pavlem Čermákem, Tomášem Kóňou a Lukášem Opielou předčasně skončil.
Klubové statistiky
Aktuální k 8. červnu 2015
| Sezona  | Klub      | Země      | Soutěž       | Zápasy | Góly |
| ------- | --------- | --------- | ------------ | ------ | ---- |
| 2014/15 | FK Senica | Slovensko | Fortuna liga | 20     | 4    |

### FC Spartak Trnava
V srpnu 2015 podepsal roční smlouvu s opcí na další rok s klubem FC Spartak Trnava. Po sezóně 2015/16 klub opustil.

### 1. FK Příbram
Následně podepsal smlouvu s českým klubem 1. FK Příbram vedeným trenérem Martinem Pulpitem. Zde vydržel do ledna 2017, celkem odehrál 16 zápasů v nejvyšší české lize a vstřelil jednu branku.

### SS Racing Club Roma
Od ledna 2017 do července téhož roku působil v italském klubu SS Racing Club Roma ze Serie C (třetí italská liga).

### Mezőkövesd-Zsóry SE
Vzápětí podepsal roční kontrakt s maďarským prvoligovým klubem Mezőkövesd-Zsóry SE, který vedl slovenský trenér Mikuláš Radványi a kde působila celá řada jeho krajanů. V lednu 2018 v maďarském týmu předčasně skončil.

## Reprezentační kariéra
Majtán reprezentoval Slovensko v kategorii do 21 let.